# カレント・テクノロジー
カレント・テクノロジー(Current Technology Inc.)とは、かつて台湾に存在したコンピューターゲーム販売会社である。

## 概要
1985年に、縦画面3Dシューティングゲーム「ミラックス」を発売した。
この「ミラックス」のほかに、同社が発売したゲーム作品は確認されていない。

## 製品一覧
・ミラックス(MIRAX) - 1985年発売。縦画面3Dシューティングゲーム